# Eduardo Valencia
Eduardo Valencia Escoto (ur. 15 września 1989) – meksykański zapaśnik w stylu wolnym. Zajął 26. miejsce na mistrzostwach świata w 2014. Piąty na igrzyskach panamerykańskich w 2011 i na mistrzostwach panamerykańskich w 2013. Brązowy medalista igrzysk Ameryki Środkowej i Karaibów w 2010 roku.